# Serrat dels Moros (Oristà)
El Serrat dels Moros és una serra situada al municipi d'Oristà a la comarca del Lluçanès, amb una elevació màxima de 743 metres.